# Juha Kankkunen
Juha Matti Pellervo Kankkunen, född 2 april 1959 i Laukas i Finland, är en finländsk före detta professionell rallyförare. Han vann världsmästerskapstiteln i Rally fyra gånger: 1986, 1987, 1991 och 1993. Kankkunen vann även Dakarrallyt 1988. Han utsågs till årets bästa idrottsman i Finland 1993 och har 23 segrar i Rally-VM.

## Biografi
Kankkunnen föddes och växte upp i Laukas, nära Jyväskylä där Tusen sjöars rally körs. Han gjorde debut i bilsportsammanhang 1978 och gjorde VM-debut på hemmaplan 1982. Hans mentor var rallyföraren Timo Mäkinen, som var vän till pappa Kankkunen. 1985 vann han sitt första VM-rally, Safarirallyt, som fabriksförare för Toyota. Året därefter skrev Kankkunen kontrakt med Peugeot och i en Peugeot 205 Turbo 16 E2 vann han sin första världsmästerskapstitel. Till nästa säsong bytte han bilmärke till Lancia och försvarade sin VM-titel körande en Lancia Delta HF 4WD. Han återvände till Toyota 1988 och blev femma i Safarirallyt, men därefter visade det sig att bilen inte var konkurrensktaftig. Utanför Rally-VM vann dock Kankkunen Dakarrallyt i en Peugeot. Till 1989 hade Toyotan förbättrats. Kankkunen vann Australiens VM-rally och slutade trea i VM. 
Till Rally-VM 1990 skrev Kankkunen kontrakt med Lancia, som vunnit VM de två senaste åren. Kankkunen vann i Australien och blev trea i världsmästerskapet. 1991 visade sig kombinationen Kankkunen och Lancia vara den bästa efter en jämn kamp med Carlos Sainz i Toyota. Kankkunen blev den förste att vinna tre världsmästerskap. Nästa säsong, 1992, var rollerna omvända och Sainz vann före Kankkunen. Lancia lade ner sin fabrikssatsning efter säsongen och Kankkunen skrev på för Toyota igen. Han vann fem VM-rallyn 1993 och blev den förste fyrfaldige världsmästaren i rally.
Efter VM-segern 1993 fortsatte Kankkunen att tillhöra världseliten resten av 1990-talet, men vann inte ett VM-rally på fem år. Han körde för Toyota till och med 1996, därefter för Ford 1997-1998 och Subaru 1999-2000. 1999 vann Kankkunen Argentinas rally och Tusen sjöars rally hemma i Finland. Det blev Kankkunens sista seger i VM-sammanhang. 2001 körde kankkunen endast Tusen sjöars rally för Hyundai och 2002 nio grusrallyn för samma bilmärke. Han drog sig tillbaka från Rally-VM efter säsongen.

## Citat
Kankkunen blev tillfrågad när han var på väg in på servicen vilka däck han körde på. Han svarade: "Black, round, Pirelli".
Han har även sagt: "The speed was okay, but the corner was too tight"

## Segrar WRC
| Nr | Rally           | År   |
| -- | --------------- | ---- |
| 1  | Kenya           | 1985 |
| 2  | Elfenbenskusten | 1985 |
| 3  | Sverige         | 1986 |
| 4  | Grekland        | 1986 |
| 5  | Nya Zeeland     | 1986 |
| 6  | USA             | 1987 |
| 7  | Storbritannien  | 1987 |
| 8  | Australien      | 1989 |
| 9  | Australien      | 1990 |
| 10 | Kenya           | 1991 |
| 11 | Grekland        | 1991 |
| 12 | Finland         | 1991 |
| 13 | Australien      | 1991 |
| 14 | Storbritannien  | 1991 |
| 15 | Portugal        | 1992 |
| 16 | Kenya           | 1993 |
| 17 | Argentina       | 1993 |
| 18 | Finland         | 1993 |
| 19 | Australien      | 1993 |
| 20 | Storbritannien  | 1993 |
| 21 | Portugal        | 1994 |
| 22 | Argentina       | 1999 |
| 23 | Finland         | 1999 |